# Adrian Cosma
Adrian Cosma, romunski rokometaš, * 5. junij 1950, Bukarešta, † 1996.
Leta 1972 je na poletnih olimpijskih igrah v Münchnu v sestavi romunske rokometne reprezentance osvojil bronasto olimpijsko medaljo. Odigral je pet tekem in dosegel osem zadetkov.
Čez štiri leta je poletnih olimpijskih igrah v Montrealu v sestavi romunske rokometne reprezentance osvojil srebrno olimpijsko medaljo (odigral je vseh pet tekem in dosegel enajst zadetkov) in leta 1980 v Moskvi še eno bronasto medaljo (odigral je pet tekem in dosegel pet zadetkov).